# Йешилърмак
Йешилърмак (на турски: Yeșılırmak, в превод „зелена река“; в античността (на старогръцки: Ίρις, Ирис) е река в Северна Турция. Дължината ѝ е 519 km (по други данни – около 450 km), а площта на водосборния ѝ басейн – 36 865 km². Река Йешилърмак води началото си на 1907 m от северния склон на масива Кьоседаг (най-високата част на хребета Йешилърмак), издигащ се в северозападната част на Арменската планинска земя, на около 20 km югозападно от град Сушехри във вилаета Сивас. В горното и средното си течение тече на запад в дълбока и тясна долина между хребетите на Понтийските планини на север и хребетите Йешилърмак и Деведжи (северна ограда на Анадолското плато) на юг. След устието на левия си приток Чекерек рязко завива на североизток и чрез тясна и дълбока, на места каньоновидна долина проломява централната част на планината Джаник (централната съставна част на Понтийските планини). В района на град Чаршамба излиза от планините и след около 30 km се влива в Черно море, като образува малка делта. Основни притоци: леви – Токат, Чекерек, Терсакан; десни – Келкит. Подхранването на реката е предимно снежно-дъждовно с ясно изразено пълноводие през пролетта и началото на лятото. Средният годишен отток в района на Чаршамба е около 151 m³/s, максималният – до 2000 m³/s. В горното ѝ течение, в района на град Алмус, е изграден хидровъзелът „Алмус“ с мощна ВЕЦ в основата на преградната стена. В най-долното и частично в средното и горно течение водите на Йешилърмак се използват за напояване. По долината на реката са разположени множество населени места, в т.ч. градовете Токат, Турхал, Амасия, Чаршамба.